# جایزه بزرگ مجارستان ۱۹۸۸
جایزه بزرگ مجارستان ۱۹۸۸ (انگلیسی: ‎1988 Hungarian Grand Prix‎) یک مسابقهٔ موتوری در رشتهٔ اتومبیل‌رانی فرمول یک بود که در تاریخ ۷ اوت ۱۹۸۸ در هونگارورینگ واقع در بوداپست، مجارستان برگزار شد. این گراند پری در میان ۱۶ گراند پری در فصل ۱۹۸۸، مسابقهٔ شمارهٔ ۱۰ بود.
در این مسابقه که در ۷۶ دور و به مسافت ۳۰۵٫۰۶۴ کیلومتر (۱۸۹٫۵۵۸ مایل) برگزار شد، پول پوزیشن توسط آیرتون سنا کسب شد و سریع‌ترین زمان برای طی یک دور پیست که برابر با ۱:۳۰٫۶۳۹ بود نیز توسط آلن پروست به ثبت رسید.
آیرتون سنا از تیم مک‌لارن-هوندا، آلن پروست از تیم مک‌لارن-هوندا و تیری بوتسن از تیم بنتون-فورد به‌ترتیب مقام‌های اول تا سوم مسابقه را کسب کردند.

## رده‌بندی قهرمانی پس از مسابقه
| جایگاه | راننده       | امتیاز |
| ------ | ------------ | ------ |
| ۱      | آیرتون سنا   | ۶۶     |
| ۲      | آلن پروست    | ۶۶     |
| ۳      | گرهارد برگر  | ۲۸     |
| ۴      | تیری بوتسن   | ۱۶     |
| ۵      | میشل آلبورتو | ۱۶     |
| منبع:  |              |        |

| جایگاه | سازنده       | امتیاز |
| ------ | ------------ | ------ |
| ۱      | مک‌لارن-هوندا | ۱۳۲    |
| ۲      | فراری        | ۴۴     |
| ۳      | بنتون-فورد   | ۲۲     |
| ۴      | لوتوس-هوندا  | ۱۶     |
| ۵      | اروز-مگاترون | ۱۰     |
| منبع:  |              |        |

یادداشت
- تنها پنج جایگاه نخست از هر رده‌بندی نمایش داده شده‌است.